# Lajos Csordás
Lajos Csordás, född 26 oktober 1932 i Budafok, död 5 april 1968 i Budapest, var en ungersk fotbollsspelare.
Csordás blev olympisk guldmedaljör i fotboll vid sommarspelen 1952 i Helsingfors.